# Bogdan Śliwa

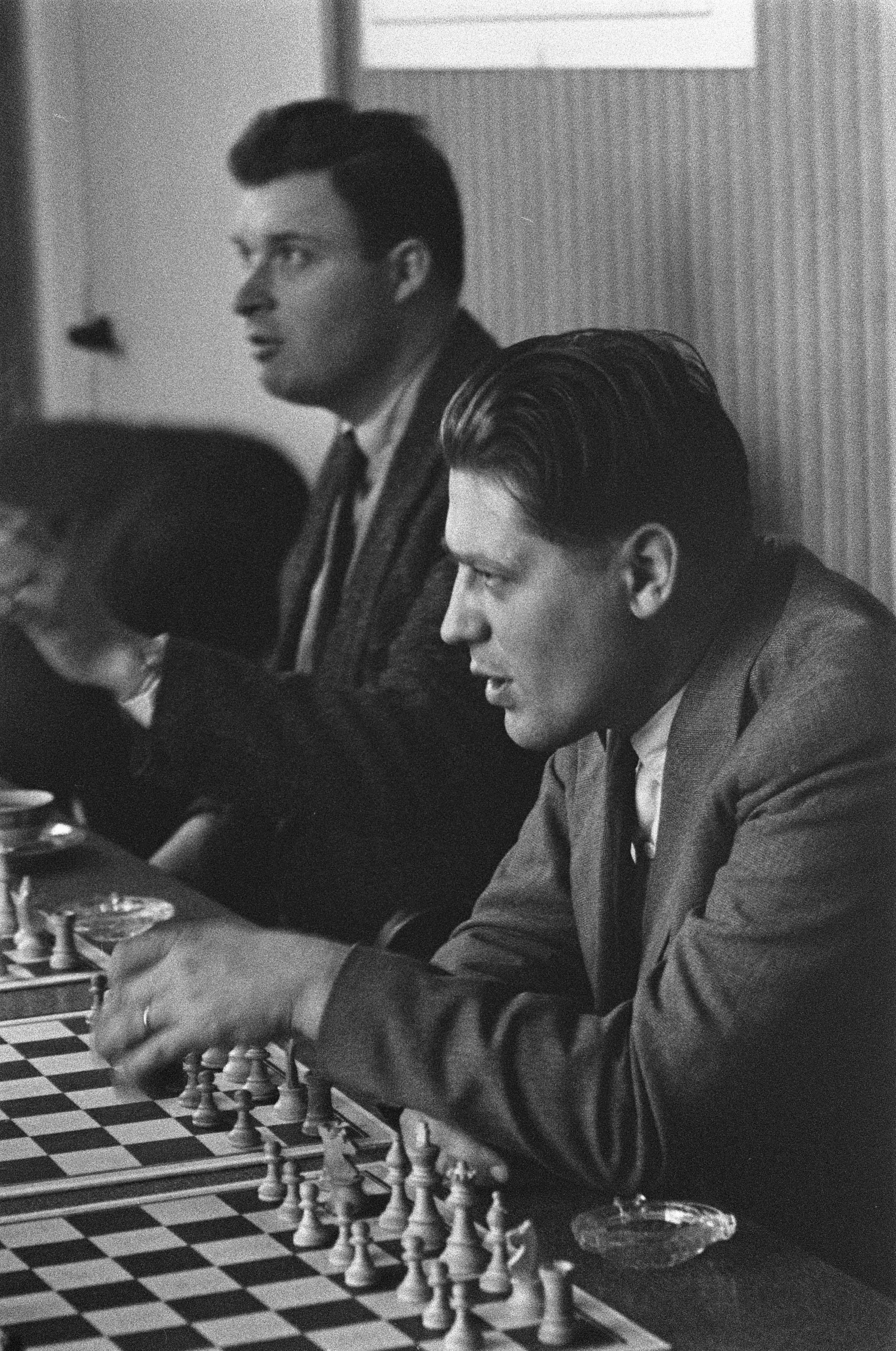
Bogdan Śliwa (1960)

Bogdan Śliwa (* 4. Februar 1922 in Krakau; † 16. Mai 2003 ebenda) war ein führender polnischer Schachspieler der 1950er Jahre.
Im Jahr 1946 gewann Śliwa etwas unerwartet die erste polnische Nachkriegsmeisterschaft. Sein Talent bewies er bei der nachfolgenden Landesmeisterschaft 1948, als er Dritter hinter Kazimierz Makarczyk und Stanisław Gawlikowski wurde. Nach Beendigung seines Ingenieurstudiums am Polytechnikum in Krakau widmete sich Śliwa verstärkt dem Schachspiel. Zwischen 1951 und 1954 gewann er vier Mal in Folge den Landesmeistertitel. Er startete an einer Vielzahl internationaler Turniere, wo er sich in Begegnungen mit Weltklassespielern beweisen konnte. Im Jahr 1952 hatte er ein besonders gelungenes Debüt bei der Schacholympiade in Helsinki, wo er für die polnische Mannschaft am vierten Brett die Silbermedaille für sein Individualergebnis erhielt (für ein 75-Prozent-Ergebnis).
Ein Jahr darauf erhielt er den Titel Internationaler Meister. 1954 feierte er den größten Erfolg seiner Karriere, als er beim Zonenturnier in Marienbad Dritter wurde und sich für das Interzonenturnier in Göteborg qualifizierte, wo er 5,5 aus 20 erzielte. Śliwa blieb bis zur Abschaffung der Interzonenturniere durch die FIDE der einzige Pole, der diese Etappe der Qualifikation zur Schachweltmeisterschaft erreichen konnte. Beim Zonenturnier 1957 in Sofia war er der Wiederholung seines Erfolges von 1954 sehr nahe, doch reichte sein letztlich vierter Rang nicht mehr zur Qualifikation zum Interzonenturnier. Śliwas beste historische Elo-Zahl betrug 2586. Diese erreichte er im März 1955.
In der zweiten Hälfte der 1960er Jahre ließ Śliwas Spielstärke etwas nach, da er sich neben Schach stärker beruflich betätigte. 1960 wurde er letztmals polnischer Landesmeister. Insgesamt nahm er für Polen zwischen 1952 und 1966 sieben Mal an der Schacholympiade teil (Ergebnis: +44 =37 −25). Śliwa gewann viermal die polnische Mannschaftsmeisterschaft mit Krakauer Mannschaften, und zwar 1948 mit einer Stadtauswahl, 1954 mit ZS Ogniwo Krakau, 1957 mit KKSz WDK Krakau und 1962 mit KKSz Krakau. Er nahm an Dutzenden internationalen Turnieren teil und besiegte im Laufe der Jahre solche Koryphäen wie Boris Spasski, David Bronstein, Salo Flohr und Miguel Najdorf. 1987 verlieh die FIDE Śliwa den Großmeistertitel ehrenhalber.
Śliwa war auch im Fernschach aktiv, ihm wurde von der International Correspondence Chess Federation 1991 der Titel eines Internationalen Fernschachmeisters und 1995 der eines Fernschachgroßmeisters verliehen.